# Wereldkampioenschappen schaatsen junioren 2011
De Wereldkampioenschappen schaatsen junioren 2011 vonden van 25 tot en met 27 februari plaats op de onoverdekte kunstijsbaan Jääurheilukeskus in Seinäjoki, Finland. Het was de 40e editie van het WK voor junioren en na 1995, 2000 en 2005 de vierde keer dat het toernooi in Seinäjoki werd verreden. Het toernooi telde daarnaast ook mee voor de wereldbeker junioren 2010/11.
Naast de allroundtitels voor jongens (40e) en meisjes (39e) en de wereldtitels in de ploegenachtervolging voor landenteams (10e) waren er dit jaar voor de derde keer wereldtitels op de afstanden te verdienen. De jongens streden voor de titel op de 2×500, 1000, 1500 en 5000 meter en de meisjes streden voor de titel op de 2× 500, 1000, 1500 en 3000 meter.
| Programma                                                                | Programma                                                                           | Programma                                                                                  |
| vrijdag 25 februari                                                      | zaterdag 26 februari                                                                | zondag 27 februari                                                                         |
| ------------------------------------------------------------------------ | ----------------------------------------------------------------------------------- | ------------------------------------------------------------------------------------------ |
| 500 m meisjes (1) * 500 m jongens (1) * 1500 m meisjes 3000 m jongens ** | 500 m jongens (2) 1000 m meisjes 1500 m jongens 3000 m meisjes ** 5000 m jongens ** | 500 m meisjes (2) 1000 m jongens Ploegenachtervolging meisjes Ploegenachtervolging jongens |

* 1e 500m inclusief de allround deelnemers
** Kwartetstart bij de 3000m meisjes, 3000m (allround) en 5000m jongens.

## Nederlandse deelnemers
Nederland werd bij de meisjes vertegenwoordigd door Lotte van Beek (titelverdedigster), Pien Keulstra en Irene Schouten in het allroundtoernooi en op de afstanden namen Letitia de Jong (500, 1000 en 1500m) en Moniek Klijnstra (500m) deel.
Bij de jongens werd Nederland vertegenwoordigd door Frank Hermans, Thomas Krol en Maurice Vriend in het allroundtoernooi (Krol en Vriend namen ook nog op de 1000 meter deel) en op de afstanden namen Niels Olivier (500m) en Aron Romeijn (500, 1000 en 1500m) deel.

## Medaillewinnaars kampioenschappen
| Discipline | Goud                                                            | Zilver | Brons                                                        |
| ---------- | --------------------------------------------------------------- | --- | ------------------------------------------------------------ |
| 2×500 m    | Kim Sung-kyu                                                    | Laurent Dubreuil                                                                                             | Tsubasa Hasegawa                                             |
| 1000 m     | Kim Sung-kyu                                                    | Tommi Pulli                                                                                                  | Maurice Vriend                                               |
| 1500 m     | Sverre Lunde Pedersen                                           | Li Bailin | Håvard Holmefjord Lorentzen                                  |
| 5000 m     | Sverre Lunde Pedersen                                           | Kristian Reistad Fredriksen                                                                                  | Simen Spieler Nilsen                                         |
| Allround   | Sverre Lunde Pedersen                                           | Simen Spieler Nilsen                                                                                         | Kristian Reistad Fredriksen                                  |
| Team       | Nederland Frank Hermans Thomas Krol Aron Romeijn Maurice Vriend | Noorwegen Kristian Reistad Fredriksen Havard Holmefjord Lorentzen Simen Spieler Nilsen Sverre Lunde Pedersen | Japan Junya Miwa Takuro Oda Shota Nakamura Shunsuke Nakamura |
|            |                                                                 | |                                                              |
| 2×500 m    | Karolína Erbanová                                               | Jekaterina Ajdova                                                                                            | Kim Hyun-yung                                                |
| 1000 m     | Karolína Erbanová                                               | Hege Bøkko                                                                                                   | Kali Christ                                                  |
| 1500 m     | Karolína Erbanová                                               | Pien Keulstra                                                                                                | Hege Bøkko                                                   |
| 3000 m     | Park Do-yeong                                                   | Kim Bo-reum                                                                                                  | Pien Keulstra                                                |
| Allround   | Karolína Erbanová                                               | Pien Keulstra                                                                                                | Lotte van Beek                                               |
| Team       | Zuid-Korea Kim Bo-reum Kim Hyun-yung Lim Jung-soo Park Do-yeong | Japan Natsumi Kado Misaki Oshigiri Miho Takagi Nana Takahashi                                                | Canada Kali Christ Kate Hanly Jenessa Kemp Brianne Tutt      |

## WK afstanden
2× 500 m jongens
| Rang   | Schaatser                   | Land | Punten | Tijd 1 | Tijd 2 |
| ------ | --------------------------- | ---- | ------ | ------ | ------ |
| Goud   | Kim Sung-kyu                | KOR  | 73,450 | 36,68  | 36,77  |
| Zilver | Laurent Dubreuil            | CAN  | 73,560 | 36,71  | 36,85  |
| Brons  | Tsubasa Hasegawa            | JPN  | 74,350 | 36,97  | 37,38  |
| 4      | Denis Koval                 | RUS  | 74,540 | 37,07  | 37,47  |
| 5      | Shunsuke Nakamura           | JPN  | 75,160 | 37,39  | 37,77  |
| 6      | David Bosa                  | ITA  | 75,340 | 37,64  | 37,70  |
| 7      | Kim Tae-yun                 | KOR  | 75,520 | 37,42  | 38,10  |
| 8      | Martin Carbett              | CAN  | 76,280 | 37,62  | 38,66  |
| 9      | Håvard Holmefjord Lorentzen | NOR  | 76,370 | 37,71  | 38,66  |
| 10     | Valentin Anghel             | ROU  | 76,460 | 38,24  | 38,22  |
|        |                             |      |        |        |        |
| 11     | Niels Olivier               | NED  | 76,470 | 37,96  | 38,51  |
| 16     | Aron Romeijn                | NED  | 77,770 | 39,08  | 38,69  |

2× 500 m meisjes
| Rang   | Schaatsster       | Land | Punten    | Tijd 1 | Tijd 2 |
| ------ | ----------------- | ---- | --------- | ------ | ------ |
| Goud   | Karolína Erbanová | CZE  | 80,710 BR | 40,37  | 40,34  |
| Zilver | Jekaterina Ajdova | KAZ  | 80,970    | 40,31  | 40,66  |
| Brons  | Kim Hyun-yung     | KOR  | 81,610    | 40,95  | 40,66  |
| 4      | Erine Kamiya      | JPN  | 82,560    | 41,19  | 41,37  |
| 5      | Hane Haugland     | NOR  | 82,940    | 40,83  | 42,11  |
| 6      | Letitia de Jong   | NED  | 83,070    | 41,93  | 41,14  |
| 7      | Hege Bøkko        | NOR  | 83,240    | 41,61  | 41,63  |
| 8      | Jenessa Kemp      | CAN  | 83,280    | 41,65  | 41,63  |
| 9      | Kali Christ       | CAN  | 83,330    | 41,79  | 41,54  |
| 10     | Moniek Klijnstra  | NED  | 83,380    | 42,19  | 41,19  |

1000 m jongens
| Rang   | Schaatser                   | Land | Tijd    |
| ------ | --------------------------- | ---- | ------- |
| Goud   | Kim Sung-kyu                | KOR  | 1.13,95 |
| Zilver | Tommi Pulli                 | FIN  | 1.14,90 |
| Brons  | Maurice Vriend              | NED  | 1.14,91 |
| 4      | Håvard Holmefjord Lorentzen | NOR  | 1.15,03 |
| 5      | Martin Corbett              | CAN  | 1.15,19 |
| 6      | Laurent Dubreuil            | CAN  | 1.15,22 |
| 7      | Thomas Krol                 | NED  | 1.15,36 |
| 8      | Kim Tae-yun                 | KOR  | 1.15,87 |
| 9      | Tsubasa Hasegawa            | JPN  | 1.16,21 |
| 10     | Jaroslav Vikoelin           | RUS  | 1.16,53 |
|        |                             |      |         |
| 18     | Aron Romeijn                | NED  | 1.18,28 |

1000 m meisjes
| Rang   | Schaatser         | Land | Tijd       |
| ------ | ----------------- | ---- | ---------- |
| Goud   | Karolína Erbanová | CZE  | 1.21,41 BR |
| Zilver | Hege Bøkko        | NOR  | 1.22,32    |
| Brons  | Kali Christ       | CAN  | 1.22,40    |
| 4      | Lotte van Beek    | NED  | 1.22,46    |
| 5      | Pien Keulstra     | NED  | 1.22,58    |
| 6      | Kim Hyun-yung     | KOR  | 1.22,67    |
| 7      | Miho Takagi       | JPN  | 1.23,04    |
| 8      | Park Do-yeong     | KOR  | 1.23,26    |
| 9      | Jekaterina Ajdova | KAZ  | 1.23,27    |
| 10     | Kim Bo-reum       | KOR  | 1.23,38    |
|        |                   |      |            |
| 12     | Letitia de Jong   | NED  | 1.23,69    |
| 15     | Irene Schouten    | NED  | 1.24,14    |

1500 m jongens
| Rang   | Schaatser                   | Land | Tijd       |
| ------ | --------------------------- | ---- | ---------- |
| Goud   | Sverre Lunde Pedersen       | NOR  | 1.54,71    |
| Zilver | Li Bailin                   | CHN  | 1.55,25    |
| Brons  | Håvard Holmefjord Lorentzen | NOR  | 1.55,57    |
| 4      | Thomas Krol                 | NED  | 1.56,25    |
| 5      | Simen Spieler Nilsen        | NOR  | 1.56,37(4) |
| 5      | Park Seok-min               | KOR  | 1.56,37(4) |
| 7      | Maurice Vriend              | NED  | 1.56,44    |
| 8      | Kristian Reistad Fredriksen | NOR  | 1.56,80    |
| 9      | Tommi Pulli                 | FIN  | 1.57,19    |
| 10     | Frank Hermans               | NED  | 1.57,34    |
|        |                             |      |            |
| 24     | Aron Romeijn                | NED  | 2.00,02    |

1500 m meisjes
| Rang   | Schaatser         | Land | Tijd       |
| ------ | ----------------- | ---- | ---------- |
| Goud   | Karolína Erbanová | CZE  | 2.03,86 BR |
| Zilver | Pien Keulstra     | NED  | 2.04,94    |
| Brons  | Hege Bøkko        | NOR  | 2.05,05    |
| 4      | Lotte van Beek    | NED  | 2.05,17    |
| 5      | Kali Christ       | CAN  | 2.05,73    |
| 6      | Park Do-yeong     | KOR  | 2.06,16    |
| 7      | Kim Bo-reum       | KOR  | 2.06,17    |
| 8      | Miho Takagi       | JPN  | 2.06,55    |
| 9      | Misaki Oshigiri   | JPN  | 2.07,01    |
| 10     | Lim Jung-soo      | KOR  | 2.07,36    |
|        |                   |      |            |
| 12     | Irene Schouten    | NED  | 2.09,72    |
| 17     | Letitia de Jong   | NED  | 2.10,87    |

5000 m jongens
| Rang   | Schaatser                   | Land | Tijd    |
| ------ | --------------------------- | ---- | ------- |
| Goud   | Sverre Lunde Pedersen       | NOR  | 6.51,07 |
| Zilver | Kristian Reistad Fredriksen | NOR  | 6.51,17 |
| Brons  | Simen Spieler Nilsen        | NOR  | 6.53,06 |
| 4      | Maurice Vriend              | NED  | 6.53,66 |
| 5      | Frank Hermans               | NED  | 6.57,40 |
| 6      | Park Seok-min               | KOR  | 6.59,46 |
| 7      | Li Bailin                   | CHN  | 7.00,77 |
| 8      | Shota Nakamura              | JPN  | 7.03,71 |
| 9      | Thomas Krol                 | NED  | 7.04,72 |
| 10     | Takuro Oda                  | JPN  | 7.05,96 |

3000 m meisjes
| Rang   | Schaatser       | Land | Tijd       |
| ------ | --------------- | ---- | ---------- |
| Goud   | Park Do-yeong   | KOR  | 4.21,51 BR |
| Zilver | Kim Bo-reum     | KOR  | 4.23,55    |
| Brons  | Pien Keulstra   | NED  | 4.25,81    |
| 4      | Miho Takagi     | JPN  | 4.28,00    |
| 5      | Lotte van Beek  | NED  | 4.29,75    |
| 6      | Lim Jung-soo    | KOR  | 4.31,54    |
| 7      | Hege Bøkko      | NOR  | 4.32,50    |
| 8      | Misaki Oshigiri | JPN  | 4.32,95    |
| 9      | Irene Schouten  | NED  | 4.33,46    |
| 10     | Chang Chao      | CHN  | 4.34,39    |

## WK allround

### Jongens
De klasseringen tussenhaakjes zijn de resultaten onderling in het allroundtoernooi.
| Rang   | Schaatsster                 | Land | 500m       | 3000m        | 1500m        | 5000m        | Punten     |
| ------ | --------------------------- | ---- | ---------- | ------------ | ------------ | ------------ | ---------- |
| Goud   | Sverre Lunde Pedersen       | NOR  | 37,66 (5)  | 3.55,85 (1)  | 1.54,71 (1)  | 6.51,07 (1)  | 156,311 BR |
| Zilver | Simen Spieler Nilsen        | NOR  | 38,33 (13) | 3.57,57 (3)  | 1.56,37 (4)  | 6.53,06 (3)  | 158,021    |
| Brons  | Kristian Reistad Fredriksen | NOR  | 38,61 (17) | 3.56,80 (2)  | 1.56,80 (7)  | 6.51,17 (2)  | 158,126    |
| 4      | Maurice Vriend              | NED  | 38,01 (7)  | 4.01,34 (5)  | 1.56,44 (6)  | 6.53,66 (4)  | 158,412    |
| 5      | Li Bailin                   | CHN  | 37,57 (3)  | 4.02,56 (7)  | 1.55,25 (2)  | 7.00,77 (3)  | 158,489    |
| 6      | Park Seok-min               | KOR  | 38,22 (8)  | 4.02,56 (6)  | 1.56,37 (4)  | 6.59,46 (6)  | 159,382    |
| 7      | Frank Hermans               | NED  | 38,57 (16) | 3.59,81 (4)  | 1.57,34 (9)  | 6.57,40 (5)  | 159,391    |
| 8      | Thomas Krol                 | NED  | 37,84 (6)  | 4.06,34 (10) | 1.56,25 (3)  | 7.04,72 (9)  | 160,118 pr |
| 9      | Shota Nakamura              | JPN  | 38,46 (15) | 4.05,74 (9)  | 1.57,94 (13) | 7.03,71 (8)  | 161,100    |
| 10     | Junya Miwa                  | JPN  | 37,15 (1)  | 4.08,86 (13) | 1.57,73 (11) | 7.17,14 (15) | 161,583    |

### Meisjes
De klasseringen tussenhaakjes zijn de resultaten onderling in het allroundtoernooi.
| Rang   | Schaatsster       | Land | 500m         | 1500m        | 1000m        | 3000m        | Punten     |
| ------ | ----------------- | ---- | ------------ | ------------ | ------------ | ------------ | ---------- |
| Goud   | Karolína Erbanová | CZE  | 40,37 (1)    | 2.03,86 (1)  | 1.21,41 (1)  | 4.35,16 (11) | 168,221 BR |
| Zilver | Pien Keulstra     | NED  | 41,75 (6)    | 2.04,94 (2)  | 1.22,58 (5)  | 4.25,81 (3)  | 168,987    |
| Brons  | Lotte van Beek    | NED  | 41,40 (4)    | 2.05,17 (4)  | 1.22,45 (4)  | 4.29,75 (5)  | 169,406    |
| 4      | Miho Takagi       | JPN  | 41,24 (2)    | 2.06,55 (8)  | 1.23,04 (6)  | 4.28,00 (4)  | 169,609    |
| 5      | Kim Bo-reum       | KOR  | 41,97 (9) pr | 2.06,17 (7)  | 1.23,37 (8)  | 4.23,55 (2)  | 169,636    |
| 6      | Hege Bøkko        | NOR  | 41,61 (5)    | 2.05,05 (3)  | 1.22,32 (2)  | 4.32,50 (7)  | 169,869    |
| 7      | Park Do-yeong     | KOR  | 43,04 (22)   | 2.06,16 (6)  | 1.23,25 (7)  | 4.21,51 (1)  | 170,303    |
| 8      | Misaki Oshigiri   | JPN  | 41,32 (3)    | 2.07,01 (9)  | 1.67 (9)     | 4.32,95 (8)  | 170,982    |
| 9      | Kali Christ       | CAN  | 41,79 (7)    | 2.05,73 (5)  | 1.22,40 (3)  | 4.41,09 (16) | 171,748    |
| 10     | Lim Jung-soo      | KOR  | 43,34 (29)   | 2.07,36 (10) | 1.24,04 (11) | 4.31,54 (6)  | 173,069    |
|        |                   |      |              |              |              |              |            |
| 11     | Irene Schouten    | NED  | 42,49 (17)   | 2.09,72 (12) | 1.24,14 (12) | 4.33,46 (9)  | 173,376    |

## Ploegenachtervolging

### Jongens
De ploegenachtervolging voor jongens werd over acht ronden verreden. De twee landen met de snelste tijden streden om goud en zilver, de landen met de derde en vierde tijd streden om het brons.
Kwalificatie
| 1  | Team                  | Tijd    |
| -- | --------------------- | ------- |
| 1  | Team Noorwegen        | 4.04,13 |
| 2  | Team Nederland        | 4.05,14 |
| 3  | Team Japan            | 4.08,25 |
| 4  | Team Rusland          | 4.11,16 |
| 5  | Team China            | 4.11,40 |
| 6  | Team Zuid-Korea       | 4.11,86 |
| 7  | Team Italië           | 4.12,95 |
| 8  | Team Duitsland        | 4.13,15 |
| 9  | Team Canada           | 4.13,84 |
| 10 | Team Kazachstan       | 4.16,93 |
| 11 | Team Polen            | 4.22,03 |
| 12 | Team Verenigde Staten | 4.24,81 |

Finales
| Rit          | Team 1         | Tijd    | Tijd    | Team 2         |
| ------------ | -------------- | ------- | ------- | -------------- |
| 3e/4e plaats | Team Japan     | 4.06,99 | 4.13,51 | Team Rusland   |
| 1e/2e plaats | Team Nederland | 4.11,30 | 4.41,50 | Team Noorwegen |

### Meisjes
De ploegenachtervolging voor meisjes werd over zes ronden verreden. De twee landen met de snelste tijden streden om goud en zilver, de landen met de derde en vierde tijd streden om het brons.
Kwalificatie
| 1  | Team                  | Tijd    |
| -- | --------------------- | ------- |
| 1  | Team Zuid-Korea       | 3.18,82 |
| 2  | Team Japan            | 3.19,27 |
| 3  | Team Canada           | 3.24,92 |
| 4  | Team Verenigde Staten | 3.25,33 |
| 5  | Team China            | 3.26,18 |
| 6  | Team Rusland          | 3.27,44 |
| 7  | Team Italië           | 3.30,19 |
| 8  | Team Kazachstan       | 3.32,56 |
| 9  | Team Duitsland        | 3.33,11 |
| 11 | Team Polen            | 3.34,08 |
| -  | Team Nederland        | DSQ     |

DSQ = gediskwalificeerd 
Finales
| Rit          | Team 1          | Tijd    | Tijd    | Team 2                |
| ------------ | --------------- | ------- | ------- | --------------------- |
| 3e/4e plaats | Team Canada     | 3.22,78 | 3.23,37 | Team Verenigde Staten |
| 1e/2e plaats | Team Zuid-Korea | 3.14,95 | 3.18,66 | Team Japan            |